# 同寅会

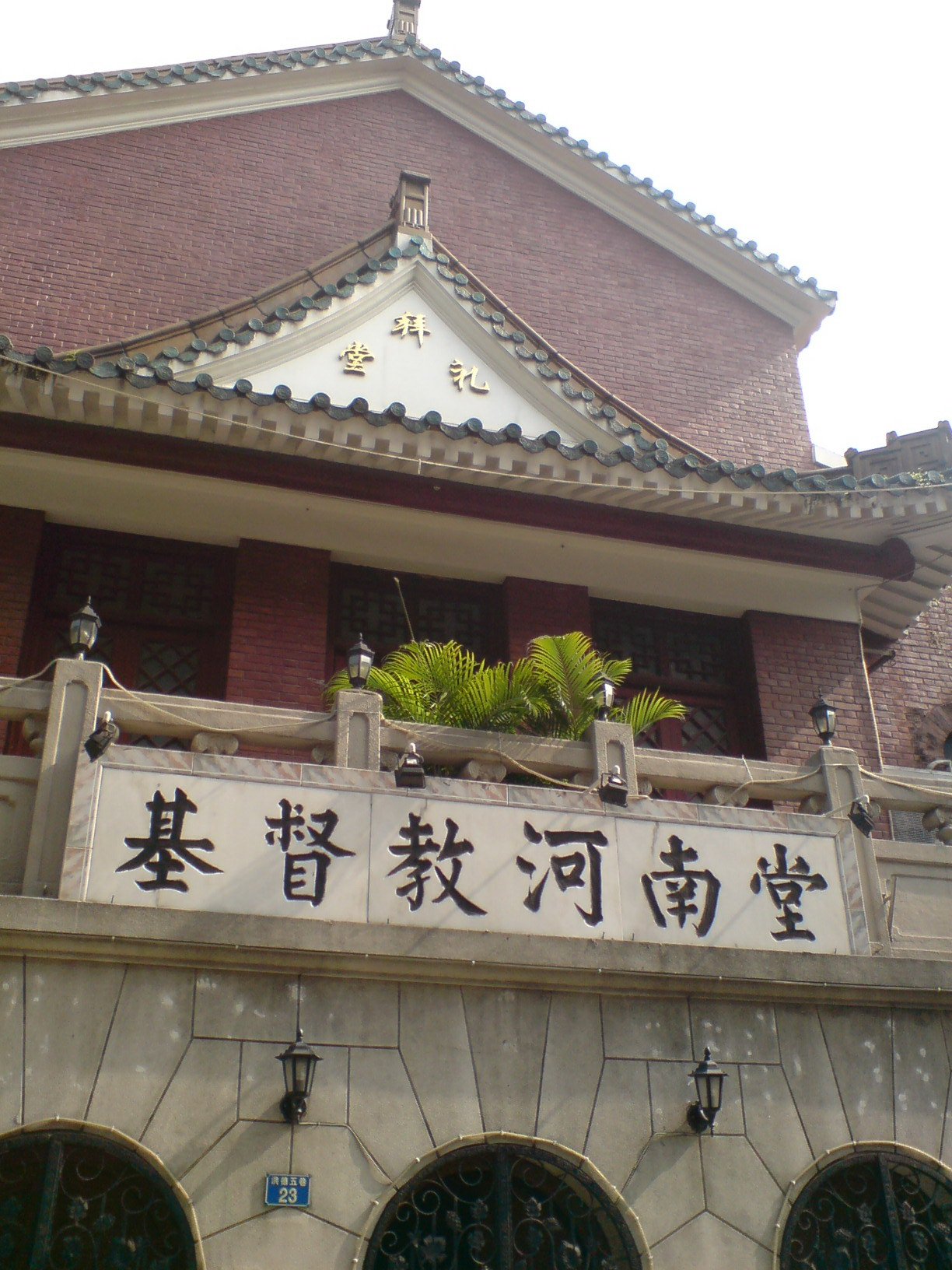
广州河南堂

同寅会（Church of the United Brethren in Christ），又譯協基會，是基督教新教的一个教派，1800年在美国成立，起源于宾夕法尼亚州兰开斯特的一次门诺会的聚会，采用主教制、亚米念神学，是美国第一个不是从欧洲移植的教派。
1889年，同寅会派遣加色古（George Sickfoose）、施小姐、白小姐等西教士进入中国广东省传教，在广州和小榄建立了传教站。他们在广州的驻扎地点在河南（海珠区）洲头咀，今日广州河南堂即同寅会开辟的洪德堂。1919年加入中华基督教会。
1919年，同寅会在广东省有西教士16人，受餐信徒671人。